# Martin Hellman
Martin Hellman (* 2. října 1945, New York) je americký kryptolog známý zejména jako jeden ze zakladatelů asymetrické kryptografie.

## Život
Martin Hellman se narodil v roce 1945 v New Yorku. Nejprve vystudoval prestižní střední školu The Bronx High School of Science zaměřenou na matematiku, pak v roce 1966 získal bakalářský titul z elektrotechniky na New York University. Poté ve studiu pokračoval na Stanfordově univerzitě, kde získal v roce 1967 titul magisterský a v roce 1969 titul doktorský. V letech 1968-1969 pracoval v IBM, v letech 1969-1971 byl zaměstnancem Massachusettského technologického institutu. V roce 1971 se vrátil na Stanfordovu univerzitu do funkce profesora a v té zde zůstal až do roku 1996, kdy se stal emeritním profesorem.

## Založení asymetrické kryptografie
V roce 1976 napsal Martin Hellman s Whitfieldem Diffiem převratný článek New Directions in Cryptography (Nové směry v kryptografii), který novátorským způsobem řešil problém distribuce klíčů. V článku popsaný protokol se dnes nazývá Diffieho-Hellmanova výměna klíčů a položil základ asymetrické kryptografie.
O dva roky později Ralph Merkle a Martin Hellman navrhli jednu z prvních asymetrických šifer: Merkleův-Hellmanův šifrovací systém založený na problému batohu. Ten ovšem již v roce 1984 prolomil Adi Šamir.
V březnu 2016 obdrželi Hellman a Diffie za své objevy na poli kryptografie Turingovu cenu. Hellman, který je od osmdesátých let členem protiválečného hnutí Beyond War, oznámil, že svoji část výhry ve výši milionu dolarů věnuje na podporu boje proti jaderným zbraním.